# Maciej Feliks Niemojewski

Herb Rola

Maciej Feliks Niemojewski herbu Rola (zm. 1625) – był w latach 1602-1615 dworzaninem królewskim, starostą starogardzkim  1625-1635, poseł na sejmy z lat 1615, 1616, 1618,  podkomorzy malborski 1616, kasztelan chełmiński 1620, starosta rogoziński 1621, ekonom malborski 1624, podskarbi ziemski pruski 1624 wojewoda pomorski  1625.

## Rodzina
Syn Jana vel Janusza (zm. 1618), kasztelana chełmińskiego i Katarzyny Kostka (zm. 1618), córki Stanisława (zm. 1555), wojewody chełmińskiego. Brat: Jerzego, kasztelana chełmińskiego i Stanisława, kasztelana chełmińskiego.
Żonaty z Katarzyną Grabianką, wdową po Plemieckim, staroście kowalskim pozostawił po sobie trzech synów: Andrzeja, Dadźboga i Stanisława.

## Pełnione urzędy
Od 1602 roku dworzanin królewski. Był podkomorzym (1616) i ekonomem Malborka (1624). W latach (1620–1625) piastował urząd kasztelana chełmińskiego po śmierci brata Stanisława. W latach 1616–1625 był wojewodą pomorskim. Zasłużony dla miasta Rogoźna, był jego starostą. W roku 1616 był deputatem na Trybunał Skarbowy Koronny w Radomiu. W 1618 posłował na sejm.

## Miejsce pochówku
Został pochowany w Starogardzie Gdańskim.